# Exploitation
Exploitation é um gênero de filmes apelativos, que aborda de modo mórbido e sensacionalista a temática que trata. O termo pode ser traduzido como cinema apelativo.
São filmes que em geral, não trazem grandes astros do meio, mas contém atrativos sensacionalistas tais como efeitos especiais exagerados, sexo, violência, romance, consumo de droga, nudismo, esquisitices, sanguinolência, bizarrices, destruição, rebelião e coisas afins. Segundo o senso comum, uma caracteristica inerente desses filmes é a baixa qualidade.
Um filme exploitation depende profundamente da propaganda sensacionalista e de um grande e mórbido exagero acerca dos temas descritos. Frequentemente são de baixa qualidade em todos os sentidos (Schaefer 1999, pp. 42-43,95), embora não seja sempre assim, existindo alguns que merecem elogios por parte da crítica e que reunem um grande número de seguidores, com fãs conhecidos tais como o diretor Quentin Tarantino, transformando-se em filmes "cult".

## História
Filmes com essas características "apelativas" são vistos desde os anos de 1920 mas eles ganharam popularidade nas décadas de 1960 e 1970 com a liberação dos costumes e a quebra de tabus cinematográficos nos Estados Unidos e Europa. A Motion Picture Association of America (e, antes, a MPPDA) cooperaram com autocensores e organizações que queriam manter a imagem de uma Hollywood "limpa", mas distribuidores de filmes operavam num mercado secundário e exploravam as "controvérsias" como forma de promoção, buscando fórmulas que trouxessem a audiência perdida para a televisão. A partir dos anos de 1990, esses filmes ganharam as atenções de acadêmicos americanos, alguns que os denominam "paracinema".
A definição de um "cinema apelativo" é vaga, dependendo mais do ponto de vista de quem assiste do que o conteúdo do filme em si. Material apelativo e conteúdo artístico podem coexistir, como demonstrado por alguns filmes de arte que no passado foram banidos pelo Código Hays e relegados a exibição em pequenos cinemas como filmes apelativos. Diretores europeus transgressores como Derek Jarman, Luis Buñuel e Jean-Luc Godard não temem filmar material com esse tipo de controvérsia. Numerosos filmes reconhecidos como "clássicos", trazem altos níveis de sexo, violência e cenas chocantes tipicamente associados a filmes apelativos, inclusive A Clockwork Orange, Freaks e Repulsion. Un chien andalou é outro exemplo de filme que traz elementos considerados atualmente como apelativos. É verdade que há alguma discórdia pois o europeu Carnival of Souls é considerado um filme de arte enquanto o similar americano Eyes Without a Face é visto apenas como um filme de horror de baixo orçamento. Tanto o público dos filmes de arte como os apelativos demonstram a tendência de rejeição às fórmulas de Hollywood
Filmes apelativos gostam de explorar escândalos e notícias dos jornais chamativas graças a maior rapidez de produção com que contam em relação aos grandes estúdios. Por exemplo, Child Bride (1938) retratava um casamento problemático de um homem velho com uma mulher jovem que ocorreu em Ozark. Outro exemplo é o consumo de drogas em filmes como Reefer Madness (1936) que atraiam uma audiência diferente dos filmes considerado respeitáveis. Sex Madness (1938) mostrava os perigos de doenças venéreas e sexo fora do casamento. O filme Mom and Dad (1945) tratava sobre gravidez e partos. She Shoulda Said No! (1949) combinou temas de consumo de drogas e sexo promíscuo. Ao mesmo tempo que tratavam de temas sensacionalistas, esses filmes eram apresentados dentro de um contexto de uma moral conservadora.
Já filmes de guerra abordavam a Guerra na Finlândia, a Guerra da Coreia e a Guerra do Vietnã, antes que os principais estúdios se interessassem em produções com esses temas. Quando Orson Welles no Halloween de 1938 transmitiu o programa de rádio sobre a The War of the Worlds e que assustou muitos americanos, a Universal Pictures editou o seriado Flash Gordon's Trip to Mars e o transformou no filme Mars Attacks the World, lançado em novembro daquele ano.
Algumas pequenas produtoras de filmes B exploravam projetos dos grandes estúdios. Com a vantagem da maior rapidez de produção e aproveitando a grande publicidade, elas lançavam filmes similares visando ganhos rápidos. Um exemplo é a do produtor Edward L. Alperson e do diretor William Cameron Menzies com o filme Invaders from Mars que foi feito na esteira da esperada produção da Paramount Pictures do diretor George Pal chamada The War of the Worlds. Outro filme de Pal, The Time Machine também foi antecedido pela produção de Robert Clarke e o diretor Edgar G. Ulmer, Beyond the Time Barrier (1960). Como consequência, os grandes estúdios começaram a guardar segredo dos seus principais projetos.

## Pequenos cinemas edrive-ins
Os pequenos cinemas americanos da Rua 42 em Nova Iorque (apelidados de Grindhouse, nome das antigas casa de espetáculos do extinto burlesco), exibiram filmes apelativos a partir da década de 1960. Do programa faziam parte números de coristas e shows de striptease.
Os Drive-in, telas de cinemas colocadas em estacionamento de carros, começaram a decair nas décadas de 1960 e 1970. Então os proprietários começaram a também exibir filmes apelativos. Alguns produtores dos anos de 1970, faziam filmes para serem exibidos especificamente nesses locais, com muita ação violenta.

## Subgêneros
Os filmes de apelação seguem alguns estilos tradicionais dos filmes principais, principalmente horror e documentários. Os subgêneros abaixo listados, reúnem algumas características em particular e podem mesclar dois ou mais tipos. Por exemplo, o filme de Doris Wishman, Let Me Die A Woman, traz partes documentais chocantes e exploração de elementos sexuais.

### 1930e1940

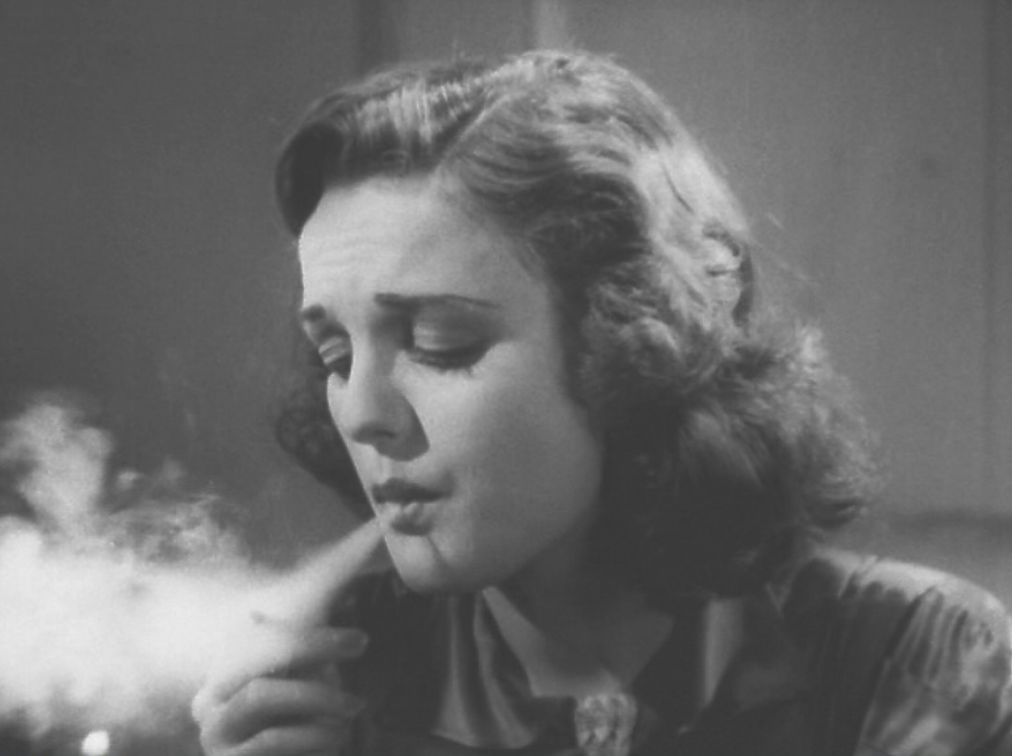
Cena de Reefer Madness, filme "alerta" de 1936.

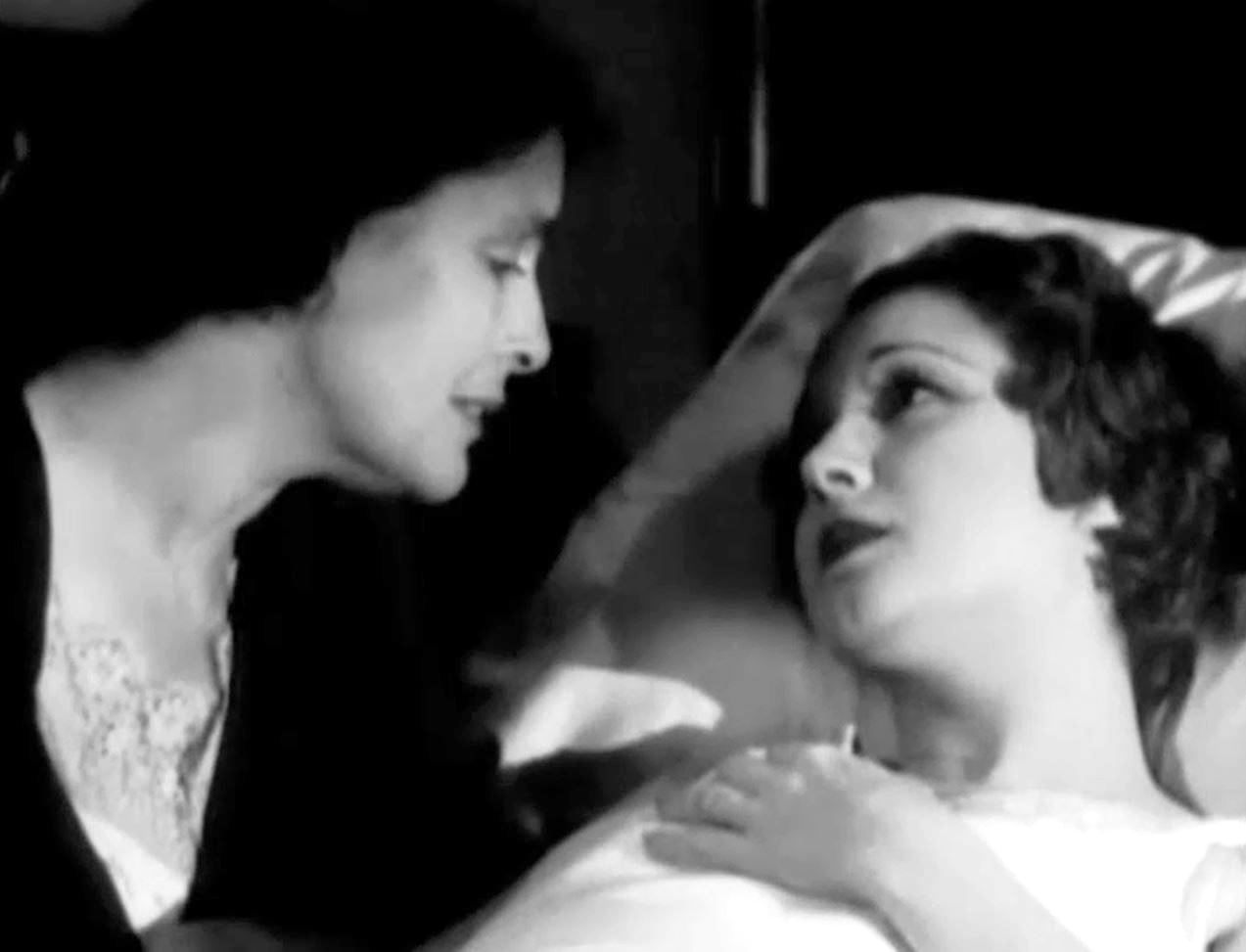
Virginia True Boardman e Helen Foster em uma cena do filme The Road to Ruin (1934), filme exploitation em que uma jovem se envolve com drogas, bebidas e sexo. Ela acaba uma alcoólatra, viciada em drogas e grávida, e é forçada a fazer um aborto.

Nessa época os filmes sofriam com uma censura explícita e os produtores procuravam justificar algumas abordagens como educacionais, tais como alertas contra o sexo prematuro ou o consumo de drogas. Exemplares são Marihuana, Mom and Dad, Reefer Madness, Sex Madness e She Shoulda Said No!.

### Filmes de motociclistas
Em 1953, The Wild One com Marlon Brando se tornou o primeiro filme sobre uma gangue de motociclistas. Várias produções de baixo orçamento se seguiram ao longo da década, abordando a deliquência juvenil e as motos. O sucesso da American International Pictures chamado The Wild Angels (1966), detonou uma nova onda que continuou até o início da década de 1970. Outros exemplos são Motorpsycho (1965), Hells Angels on Wheels (1967), The Born Losers (1967), Satan's Sadists (1969), Nam's Angels (1970) e C.C. and Company (1970).

### Negros
Os filmes chamado em inglês de "blaxploitation" contavam apenas com atores negros, ostensivamente dirigidos a uma audiência afro-americana. Procuravam fugir dos estereotipos urbanos dos filmes principais. Os temas comuns eram os usos da astúcia e violência dos protagonistas para derrotarem os "Chefões". O pai desse subgênero foi Melvin Van Peebles com o filme Sweet Sweetback's Baadasssss Song. Outros exemplos são Black Caesar, Black Devil Doll, Blacula, Black Shampoo, Boss Nigger, Coffy, Coonskin, Cotton Comes to Harlem, Dolemite, Foxy Brown, Hell Up in Harlem, Live and Let Die, The Mack, Shaft, Sugar Hill, Super Fly, The Thing With Two Heads e Truck Turner. Quentin Tarantino dirigiu Jackie Brown, uma versão moderna desse subgênero.

### Filmes de canibais
Reúnem filmes sanguinolentos que surgiram no início da década de 1970 e foram até o final dos anos de 1980, principalmente feitos por realizadores italianos. Mostram basicamente o canibalismo de tribos de florestas da América do Sul ou Ásia, que atacam exploradores ocidentais que capturam. Similares aos filmes do Mundo Cão, um dos principais atrativos é a vista de lugares exóticos e sanguinolência gráfica envolvendo criaturas vivas, tanto animais como humanos. Um filme bem conhecido nesse subgênero é Cannibal Holocaust (1980) em que seis animais foram mortos. Outros exemplares são Cannibal Ferox, Eaten Alive!, The Mountain of the Cannibal God, Last Cannibal World e o primeiro filme de canibais, Il paese del sesso selvaggio, conhecido em inglês como The Man From Deep River. Diretores conhecidos do subgênero foram Umberto Lenzi, Ruggero Deodato, Jesús Franco e Joe D'Amato.

### Filmes de carros
Mostram muitas cenas de corridas de carros e acidentes em eventos esportivos e com carros possantes. O exemplar mais representativo desse subgênero é Vanishing Point. Outros filmes são The Blues Brothers, Cannonball, The Hitcher, Death Race 2000, Dirty Mary Crazy Larry, Gone in 60 Seconds, Mad Max, Race with the Devil e Two-Lane Blacktop. Quentin Tarantino dirigiu Death Proof como uma moderna recriação desse subgênero. Cars  e a série The Fast and the Furious (Velozes e Furiosos) seguem essa tradição, assim como a série francesa Taxi iniciada em 1998.

### Filmes Chambara
Na década de 1970 uma onda de revisionismo e não-tradicionalismo mostrado em filmes de samurai ganhou popularidade no Japão. Chamado de chambara, que seria o som (onomatopeia) do choque das espadas, esse estilo teve suas origens nos filmes de Akira Kurosawa, que mostravam uma amoralidade e violência exagerada. Mas o estilo que se tornou popular era basicamente o dos mangás de Kazuo Koike, cuja maioria desses filmes se basearam. Os Filmes Chambara tinham pouco do estoicismo e sensibilidade dos antigos filmes jidaigeki - agora o protagonista é um anti-herói em busca de vingança, em meio a cenas de nudez gratuita, sexo, lutas de espada e galões de sangue, que jorram dos cortes e decapitações. Filmes mais conhecidos são (nomes em inglês) Hanzo the Razor, Lady Snowblood, Lone Wolf and Cub, Sex and Fury e Shogun Assassin. Filmes modernos japoneses como Azumi e animes como Shigurui continuam a tradição chambara. Quentin Tarantino homenageou esse estilo com a série Kill Bill. Outros filmes tais como The Machine Girl e Tokyo Gore Police adotam estilos do chambara, combinado com horror.

### Eco-terror
Esses filmes exploram as revoltas da Natureza, mostrando animal ou grupos de animais mais agressivos do que o usual das espécies. E que aterrorizam humanos. Esse subgênero começou na década de 1950 com o temor dos efeitos no ambiente dos testes nucleares, principalmente a geração de monstros gigantescos. Era comum criaturas pré-históricas serem "acordadas" pelas explosões, ou animais comuns que sofriam mutações em decorrência da exposição à radiação. Dentre esses filmes estão Godzilla, Them! e Tarântula. Na década de 1970 houve um ressurgimento, dessa vez culpando a poluição provocada por corporações e militares irresponsáveis. Night of the Lepus, Frogs e Godzilla vs. Hedorah são exemplares desse tipo. Após o grande sucesso de Steven Spielberg e seu filme de 1975 Jaws, um grande número de filmes similares foi produzido na sequência: Alligator, Cujo, Day of the Animals, Great White, Grizzly, Humanoids from the Deep, Monster Shark, Orca, The Pack, Piranha, Prophecy, Razorback, Tentacles e Tintorera. Roger Corman foi um grande produtor desse subgênero. Em anos recentes verificou-se uma revitalização desses filmes com o lançamento de Mulberry Street e The Last Winter, que abordam o aquecimento global e a superpopulação.

### Filmes Giallo
De origem italiana, filmes "giallo" mostram vítimas de cruéis assassinatos que desencadearam investigações detetivescas. São chamados de "Giallo" (amarelo), devido a essa cor ser a predominante nas revistas populares que foram a inspiração desse subgênero. O primeiro filme dessa onda é La ragazza che sapeva troppo. Outros exemplos são 4 mosche di velluto grigio, Il gatto a nove code, L'uccello dalle piume di cristallo, La coda dello scorpione, La tarantola dal ventre nero, Lo strano vizio della Signora Wardh, Sei donne per l'assassino, e Tenebrae. Dario Argento, Lucio Fulci e Mario Bava foram os mais conhecidos diretores desses filmes.

### Imitações (mockbusters)
Esses filmes são cópias de grandes sucessos dos estúdios principais. A produtora The Asylum que prefere o nome para seus filmes de "tie-ins", é uma proeminente realizadora nesse subgênero. Historicamente são mais associados ao cinema italiano, que fez várias imitações de Westerns, da série com James Bond e filmes de zumbis. The Asylum recebeu uma ordem judicial para interromper The Day the Earth Stopped para vídeo, produzido na esteira de The Day the Earth Stood Still.
Nos anos 1950 houve The Monster of Piedras Blancas (claramente derivado de Creature from the Black Lagoon) mas só foi reconhecido como subgênero com os filmes dos anos de 1970 como Starcrash, Dünyayı Kurtaran Adam e Süpermen dönüyor, sendo que esses dois últimos usavam sem autorização a música de John Williams para Star Wars, sendo comumente classificados em uma outra categoria, a de Turksploitation, cujos filmes produzidos entre as décadas de 60 e 80 copiavam elementos ou mesmo, o filme por completo dos grandes estúdios.

### Mundo Cão
São documentários ou quase-documentários com temas sensacionalistas envolvendo costumes exóticos  e mórbidos ao redor do mundo. Explorando cenas chocantes, abordam tabus sobre a morte, por exemplo. O primeiro e melhor conhecido filme é Mondo Cane. Outros incluem Shocking Asia e a série Faces da Morte.

### Nazismo

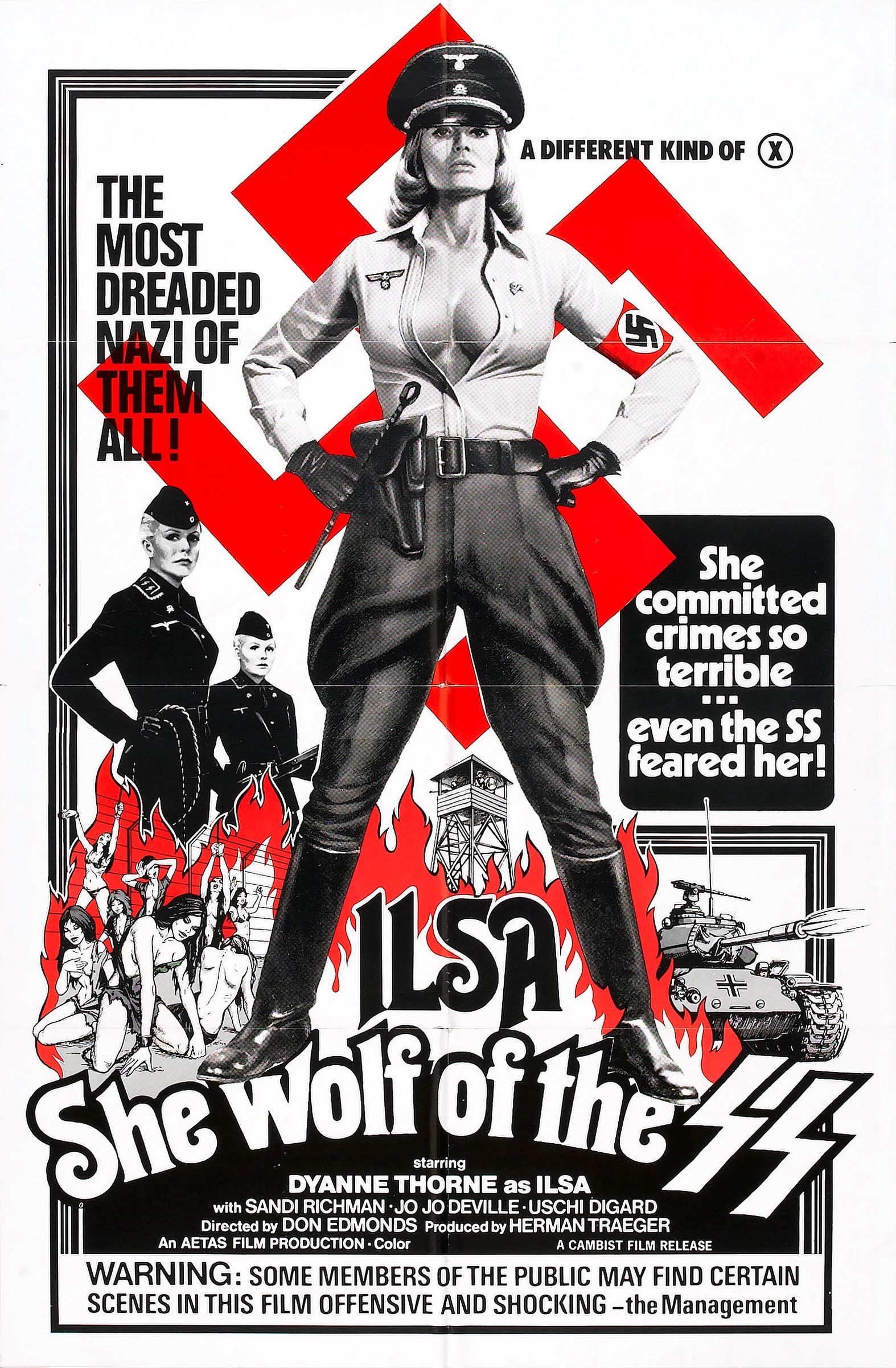
Cartaz de Ilsa, She Wolf of the SS (1974)

Chamados em italiano de "Il Sadiconazista", geralmente mostram torturas nazistas aplicadas em prisioneiros de campo de concentração durante a Segunda Guerra Mundial. Em geral de natureza sexual, com muitos dos prisioneiros sendo mulheres despidas. O primeiro filme desse subgênero foi Love Camp 7 (1969). Um dos mais característicos exemplares é Ilsa, She Wolf of the SS (1974), que mostra a ninfomaníaca dominadora Ilsa torturando prisioneiros. Outros incluem Fräulein Devil (Captive Women 4/Elsa: Fraulein SS/Fraulein Kitty), La Bestia in Calore (SS Hell Camp/SS Experiment Part 2/The Beast in Heat/Horrifying Experiments of the S.S. Last Days), L'ultima orgia del III Reich (Gestapo's Last Orgy/Last Orgy of The Third Reich/Caligula Reincarnated as Hitler), Salon Kitty e SS Experiment Camp. Parte da inspiração para esses filmes veio do cinema de arte tais como Salò o le 120 giornate di Sodoma, (Salo or The 120 Days of Sodom) e o filme de Liliana Cavani chamado Il portiere di notte (O porteiro da noite) .

### Nudismo
Originariamente surgido nos anos de 1930, com o Código Hays em vigor, o nudismo foi mostrado como um modo de vida alternativo. Os filmes foram produzidos nos anos de 1950, quando a Corte de Apelação do Estado de Nova Iorque apreciou o caso de Excelsior Pictures vs. New York Board of Regents e considerou que nudismo não era obscenidade. Isso abriu a porta para vários outros filmes, tais como o dirigido por Russ Meyer em 1959 chamado The Immoral Mr. Teas, creditado como o primeiro filme do gênero que não se preocupou em passar uma mensagem moral ou educacional. Após o irônico Garden of Eden os filmes com nudismo se dividiam em "nudismo sem toque", "nudismo e violência" e "comportamento antissocial".
Alguns filmes apresentados como educacionais mostravam campos de nudismo com moças bonitas como frequentadoras embora sem mostrar a genitália. Outros traziam elementos de rebeldia, mostrando os nudistas como pessoas que rejeitavam os valores da sociedade moderna. Alegavam que o não uso das roupas igualava a todos, independentemente da classe social a que pertenciam. Numa cena de The Unashamed é discutida a artificialidade do uso de roupas por um grupo de pintores de nu artístico.

### Árido Australiano
Abordando temas de horror, erotismo e crime, essa onda surgiu na Austrália nas décadas de 1970 e 1980. Naquele país houve uma reforma da classificação dos filmes em 1971 e impulsionou a produção de baixo orçamento, com investidores beneficiados por isenções tarifárias e procurando o mercado exportador. Personagens lacônicos e cenas no deserto apareciam em muito desses filmes, levando a classificação de um subgênero (em inglês, Ozploitation). Como exemplares estão o conhecido Mad Max além de Alvin Purple, Patrick e Turkey Shoot; um documentário sobre essa história é Not Quite Hollywood: The Wild, Untold Story of Ozploitation!.

### Estupro e vingança
São filmes que uma mulher é violentada e deixada à morte, recupera-se e parte para uma vingança sanguinolenta contra os agressores. Um bem conhecido é I Spit on Your Grave (também chamado de Day of the Woman). Em geral a protagonista desses filmes é uma mulher independente e bem-sucedida, violada por pessoas comuns. Carol J. Clover no livro feminista Men, Women, and Chainsaws: Gender in the Modern Horror Film examina as implicações desse subgênero, que pode ser explicado como uma variação dos filmes de vigilantes masculinos. Jacinda Read defende que estupro/vingança não seria  um subgênero próprio mas sim uma estrutura narrativa presente em filmes de diferentes gêneros tais como "suspense" (Ms. 45), "dramas" (Lipstick), "faroestes" (Hannie Caulder), e filmes de arte (Memento). Um dos mais significativos exemplares, The Last House on the Left, é uma refilmagem sem créditos do filme de Ingmar Bergman de 1960 The Virgin Spring, mudado para um filme de horror extremamente violento. Deliverance, em que o estuprado é um homem, é creditado como o precursor do subgênero. Outros restrigem  esse subgênero somente os filmes em que a mulher é a vítima a partir para a vingança. Uma luta contra o sistema legal é visto em The Accused.

### Sexo
Similares aos filmes eróticos ou de pornografia leve (softcore), essas produções são veículos para a exibição de nudez ou semi-nudez feminina. Enquanto muitos filmes possuem cenas de sexo, nos filmes apelativos essas cenas são as principais da exibição, ampliando-se as sequências e mostrando inclusive nudez frontal. Os filmes de Russ Meyer são o exemplo provavelmente mais conhecido pelos americanos: Faster, Pussycat! Kill! Kill! e Supervixens são considerado suas melhores produções. Outros exemplares são a série Emmanuelle, Showgirls e Calígula. Esse último não é usual pois contou com grande orçamento e atores de fama como Malcolm McDowell, John Gielgud, Peter O'Toole e Helen Mirren.

### Filmes chocantes
Os "shock films" trazem bastante realismo e violência gráfica, simulações de zoofilia, estupro, coprofagia, canibalismo e referências a incesto. Exemplos são Antichrist, A Serbian Film, August Underground's Mordum, Baise-moi, Blood Sucking Freaks, Combat Shock, I Drink Your Blood, Fight for Your Life, Hostel, House of 1000 Corpses, I Spit on Your Grave, Ilsa, She Wolf of the SS e suas sequências, Irréversible, Last House on Dead End Street, The Last House on the Left, Men Behind the Sun, Nekromantik, Pink Flamingos, Salò o le 120 giornate di Sodoma (Salo or The 120 Days of Sodom), SICK: The Life & Death of Bob Flanagan, Supermasochist, Snuff, Ta Paidia tou Diavolou (Island of Death), The Human Centipede 2 (Full Sequence), Thriller - en grym film (Thriller: A Cruel Picture) e Vase de Noces (Wedding Trough/One Man and his Pig/The Pig Fucking Movie).

### Assassinos
Nesses filmes o tema são assassinos psicopatas (chamados em inglês de slashers) que perseguem e matam suas vítimas, adolescentes ou jovens adultos, de diferentes maneiras e escolhidas aleatoriamente. Alfred Hitchcock com Psycho é creditado como o criador da premissa básica desse subgênero. Mas a emergência como um verdadeiro subgênero ocorreu nas décadas de 1970 e 1980. Os mais conhecidos incluem A Nightmare on Elm Street, The Anthropophagus Beast, Black Christmas, Child's Play, The Driller Killer, Friday the 13th, Halloween (que usualmente é apontado como o iniciador do subgênero em 1978), My Bloody Valentine, Prom Night, Silent Night, Deadly Night, Sleepaway Camp, The Texas Chain Saw Massacre e The Toolbox Murders. Houve um renascimento nos anos de 1990 com o sucesso do filme Scream ("Pânico"). Várias produções se tornaram fenômenos populares, originando séries cinematograficas que incluem diversas sequências, prequelas e refilmagens que continuam até os dias atuais.

### Spaghetti Westerns
Os faroestes italianos (chamados em inglês de "Spaghetti western") surgiram em meados da década de 1960. Mais amorais e violentos que os filmes tradicionais de Hollywood (alguns com cerca de 200 mortes contadas), subverteram as antigas convenções do gênero. Exemplares incluem Death Rides a Horse, Django,  The Good, the Bad, and the Ugly, The Grand Duel, The Great Silence, For a Few Dollars More,  The Big Gundown e A Fistful of Dollars.

### Horror Sanguinário
Chamados em inglês de "splatter film" é um tipo de filme de horror que exagera nas tomadas de sangue e violência. Iniciado como um subgênero a parte na década de 1960 com os filmes de  Herschell Gordon Lewis e David F. Friedman, alguns exempos são Blood Feast (1963), Two Thousand Maniacs! (1964), Color Me Blood Red (1965), The Gruesome Twosome (1967) e The Wizard of Gore (1970). Anos depois surgiu a série de Sam Raimi chamada Evid Dead ("Noites Alucinantes", no Brasil), além dos filmes de Peter Jackson Bad Taste e Braindead, que trazem uma sanguinolência excessiva e não-realista, combinando horror e comédia. Jogos Mortais que teve até o momento sete filmes também explora esse gênero.

### Presídio de Mulheres
Esses filmes emergiram na década de 1970 e permanecem como um subgênero popular até hoje. Primariamente "voyeristas" e fantasiosos sobre a vida sexual em presídios femininos, com farta exibição de nudismo, lesbianismo, assédio sexual, humilhação, sadismo e rebelião. Dentre os exemplares estão os filmes de Roger Corman (Women in Cages e The Big Doll House), Bamboo House of Dolls, Barbed Wire Dolls de Jesus Franco, Women's Prison Massacre de Bruno Mattei, Reform School Girls de Tom DeSimone e Caged Heat de Jonathan Demme.

### Outros
- Apelativos britânicos, produções em geral americanas que são ambientadas na Grã Bretanha, em homenagem as produções de horror da Hammer Film Productions. Exemplos são Let Sleeping Corpses Lie e An American Werewolf in London.
- Vampira lésbica: Tipo de personagem fortemente explorado nos filmes B de terror.
- Bruce Lee: filmes que exploram a morte de Bruce Lee utilizando-se de atores com a sua aparência.
- Filmes chineses Categoria III: filmes chamados assim após a introdução do sistema de classificação das produções de Hong Kong (audiência para maiores de 18). Estimado em 25% da industria cinematográfica de Hong Kong. A classificação é dada em três categorias: "quase-pornográficos" (Sex and Zen),  "pornoviolência" como The Untold Story; e baseado em casos policiais. Atores e diretores conhecidos como Jackie Chan e Chow Yun-Fat participaram desses filmes.[22]
- Filmes de sulistas norte-americanos: personagens rurais caricatos. Exemplo são Eaten Alive, Hillbillies in a Haunted House, Moonshine Mountain, Poor White Trash 2 e Two Thousand Maniacs!.
- Filmes de arte marciais: filmes de ação com longas cenas de luta que empregam diferentes tipos de artes marciais. Exemplos são as séries The Street Fighter e Sister Street Fighter, os filmes de Bruce Lee (The Big Boss, Fist of Fury, Way of the Dragon e Enter the Dragon).
- Filmes sobre a cultura mexicana: filmes ambientados no México que mostram o crime organizado, tráfico de drogas, dinheiro e sexo. Hugo Stiglitz é um conhecido ator mexicano desse subgênero, além dos irmãos Mario Almada e Fernando Almada. Filmes como Border Lost de 2008 fazem parte dessa categoria.
- Filmes sobre ninjas: derivado dos filmes de artes marciais, mostram personagens esterotipados e sem acurácia histórica. Os trajes dos ninjas e seu arsenal peculiar de armas incluem elementos fantasiosos como magia. Muitos incluem cenas de filmes de outros projetos, não finalizados.
- Filmes de freiras: mostram freiras sofrendo perigos ou em situações eróticas. Exemplos são The Devils, Killer Nun, School of the Holy Beast e Sinful Nuns of Saint Valentines.
- Erótico japonês: cinema apelativo japonês com filmes lançados na década de 1970, com cenas de sexo leve, estupro, tortura, sadomasoquismo e outras práticas sexuais não usuais que são consideradas eróticas.
- Pornochanchada: Pornografia leve brasileira produzida principalmente na década de 1970.
- Filmes sobre maconha: um subgênero que mostra uso explícito de maconha (marijuana). Geralmente se resumem a cenas que mostram comicidade e um suposto lado positivo do vício.
- Apelação com adolescentes: adolescentes mostrados em histórias que envolvem drogas, sexo, álcool e crime. Chamado em inglês de Teensploitation, a palavra teria aparecido em 1982 e foi incluída no Merriam Webster's Collegiate Dictionary pela primeira vez em 2004. Exemplos são filmes de Larry Clark (Bully, Ken Park e Kids).
- Filmes de Vigilantes / Justiceiros: história com personagens violentos que fazem justiça própria. Surgidos nos Estados Unidos na década de 1970, após as notícias de corrupção política, derrota no Vietnã e crescimento do crime. Seguem uma orientação classificada como de neoconservadorismo americano.[23] Acredita-se que o subgênero começou com o filme de 1970 chamado Joe.[24] Os exemplos clássicos são os filmes da série Death Wish (Desejo de Matar), com Charles Bronson. O protagonista não encontra um meio de se beneficiar do sistema para resolver seus problemas. Ele geralmente é Indígena como em Billy Jack, ou negro como nos filmes blaxploitation (Coffy) ou pessoas de pequenas cidades que foram para as metrópoles e perderam o controle (Hardcore e Trackdown). Há também o "policial justiceiro" como os das séries Walking Tall, Mad Max e Dirty Harry.[25] Não são considerados como justiceiros no sentido clássico heróico, porque não se envolvem com pessoas simples que querem ajuda para seus problemas. Martin Scorsese com Taxi Driver não estaria nessa categoria porque o protagonista sofre de distúrbios mentais.[24] Outros exemplos são os Straw Dogs, The Outlaw Josey Wales, Falling Down, Law Abiding Citizen e  The Punisher.

## Diretores associados a filmes apelativos
| - Stephen Apostolof - Dario Argento - Mario Bava - William "One Shot" Beaudine - Uwe Boll - Giovanni "Tinto" Brass - David Cardoso - David Cronenberg - John Carpenter - Roger Corman - Wes Craven - Paul Verhoeven - Cláudio Cunha - Joe D'Amato - Ruggero Deodato - Don Dohler - David E. Durston - Dwain Esper - Michael and Roberta Findlay - Jess Franco - Takashi Miike - John Waters | - Lucio Fulci - Larry Cohen - Samuel Fuller - William Girdler - Frank Henenlotter - Jack Hill - Tobe Hooper - Lloyd Kaufman - José Ramón Larraz - Umberto Lenzi - Herschell Gordon Lewis - Fauzi Mansur - Bruno Mattei - Radley Metzger - Russ Meyer - Carl Monson - Fred Olen Ray - Rob Zombie - Alejandro Jodorowsky - Sady Baby | - Ron Ormond - Melvin Van Peebles - Jean Rollin - George A. Romero - Lindsay Shonteff - Juan Piquer Simón - Jack Smith - Harmony Korine - Ray Dennis Steckler - John Waters - Doris Wishman - Edward D. Wood, Jr. - Quentin Tarantino - Robert Rodriguez - Eli Roth - Jim Wynorski - Sean Weathers - Abel Ferrara |

## Produtoras e distribuidoras de películas exploitation
- American International Pictures
- Troma Entertainment
- Hallmark Releasing
- Crown International Pictures
- National American Releasing
- New Line Cinema
- Cannon Films
- New World Pictures
- Grindhouse Releasing